# شیو فشار
شیب فشار (انگلیسی: Pressure gradient) یا گرادیان فشار در علوم جوی، یک کمیت فیزیکی است که بیان می‌کند فشار در کدام جهت و با چه سرعتی در اطراف یک مکان خاص افزایش می‌یابد. این مفهوم در علوم جوی (معمولا در مورد جو زمین به‌کار می‌رود، اما به‌طور کلی‌تر دربارهٔ هر سیال می‌تواند بیان شود.
شیو فشار یک مقدار ابعادی است که بر حسب یکای پاسکال بر متر (Pa/m) بیان می‌شود. از نظر ریاضی، گرادیان فشار، تابعی از موقعیت است. گرادیان منفی فشار به عنوان چگالی نیرو شناخته می‌شود.
در زمین‌شناسی نفت و علوم پتروشیمی مربوط به چاه‌های نفت و به‌طور خاص در استاتیک سیالات، گرادیان فشار به گرادیان فشار عمودی در یک ستون سیال در داخل چاه اشاره دارد و به‌طور کلی با یکای پوند بر اینچ مربع بر پا (psi/ft) بیان می‌شود.